# Hoczew (gromada)
Hoczew – dawna gromada, czyli najmniejsza jednostka podziału terytorialnego Polskiej Rzeczypospolitej Ludowej w latach 1954–1972.
Gromady, z gromadzkimi radami narodowymi (GRN) jako organami władzy najniższego stopnia na wsi, funkcjonowały od reformy reorganizującej administrację wiejską przeprowadzonej jesienią 1954 do momentu ich zniesienia z dniem 1 stycznia 1973, tym samym wypierając organizację gminną w latach 1954–1972.
Gromadę Hoczew z siedzibą GRN w Hoczwi utworzono – jako jedną z 8759 gromad na obszarze Polski – w powiecie leskim w woj. rzeszowskim na mocy uchwały nr 25/54 WRN w Rzeszowie z dnia 5 października 1954. W skład jednostki weszły obszary dotychczasowych gromad Hoczew, Bachlowa, Dziurdziów i Średnia Wieś ze zniesionej gminy Hoczew w tymże powiecie. Dla gromady ustalono 12 członków gromadzkiej rady narodowej.
1 stycznia 1960 do gromady Hoczew włączono obszar zniesionej gromady Zahoczewie w tymże powiecie.
W 1971 roku gromada Hoczew liczyła 2455 mieszkańców, zamieszkujących miejscowości: Bachlawa (142), Dziurdziów (206), Hoczew (614), Nowosiółki (304), Średnia Wieś (851), Zahoczewie (272), Żerdenka (45), Żernica Niżna (0) i Żernica Wyżna (21).
1 listopada 1972, w związku ze zniesieniem powiatu leskiego, gromada weszła w skład nowo utworzonego powiatu bieszczadzkiego w tymże województwie.
Gromada przetrwała do końca 1972 roku, czyli do kolejnej reformy gminnej.